# カステルヴェトロ・ピアチェンティーノ
カステルヴェトロ・ピアチェンティーノ（伊: Castelvetro Piacentino）は、イタリア共和国エミリア＝ロマーニャ州ピアチェンツァ県にある、人口約5,400人の基礎自治体（コムーネ）。

## 地理

### 位置・広がり

#### 隣接コムーネ
隣接するコムーネは以下の通り。括弧内のCRはクレモナ県所属を示す。
- クレモーナ (CR)
- ジェッレ・デ・カプリオーリ (CR)
- モンティチェッリ・ドンジーナ
- スピナデスコ (CR)
- スターニョ・ロンバルド (CR)
- ヴィッラノーヴァ・スッラルダ

## 行政

### 分離集落
カステルヴェトロ・ピアチェンティーノには以下の分離集落（フラツィオーネ）がある。
- Croce Santo Spirito, Mezzano Chitantolo, San Pietro in Corte (San Pedretto), San Giuliano